# 今井竜太郎
今井 竜太郎（いまい りゅうたろう、2005年〈平成17年〉6月2日 - ）は、日本の俳優、モデル。埼玉県出身。太田プロダクション所属。

## 来歴
6歳のころから水泳の選手コースを受講し、2019年に埼玉県新人体育大会400メートル個人メドレー優勝、2021年には国民体育大会水泳埼玉県国体予選400メートル個人メドレー優勝など、さまざまな実績を残している。
2021年に「FINEBOYS」専属モデルオーディションにてセミファイナリスト/太田プロダクション特別賞を受賞。その後、『GTOリバイバル』（2024年、フジテレビ）、『ビリオン×スクール』（2024年、フジテレビ）などに出演し、俳優としてのキャリアも積み上げていく。
2025年9月放送開始の『仮面ライダーゼッツ』にて、万津莫 / 仮面ライダーゼッツ 役で初主演を務める。仮面ライダーシリーズのオーディションには今回が3度目の挑戦となっており、主演が決まったことで、「子どものころからの夢を叶える形となった」と語っている。

## 人物
特技は水泳。趣味は犬と遊ぶ、家族とゲーム大会、サバイバルナイフでさばく、マラソン、音楽鑑賞、クロスバイク。

## 出演

### テレビドラマ
- 差出人は、誰ですか?（2022年10月11日 - 12月16日、TBS） - 扇田岳 役
- GTOリバイバル（2024年4月1日、フジテレビ） - 森野郁人 役
- ビリオン×スクール（2024年、フジテレビ） - 橋本小道 役
- 仮面ライダーゼッツ（2025年9月7日〈予定〉 - 、テレビ朝日） - 主演・万津莫 / 仮面ライダーゼッツ 役[5]

### 配信ドラマ
- 県北高校焚き火部の野望（2022年9月30日 - 配信中、いばキラTV） - 森部陸（愛称モリベー） 役
- 人違いから始まる恋もある（2024年8月20日 - 、BUMP） - 雪田千秋 役

### 映画
- 仮面ライダーガヴ お菓子の家の侵略者（2025年7月25日） - 万津莫 / 仮面ライダーゼッツ 役[5]

### バラエティ番組
- アメトーーク!「仮面ライダー芸人」（2025年8月14日、テレビ朝日） - 万津莫 / 仮面ライダーゼッツ 役[7]

### ミュージック・ビデオ
- Conton Candy「執着」

### リアリティーショー
- 花束とオオカミちゃんには騙されない（2023年、ABEMA）

### 雑誌連載
- 『FINEBOYS』レギュラーモデル